# Петро Штехер
Петро Штехер (нім. Peter Stecher лат. Petrus Stecher) — львівський бургомістр та будівничий доби середньовіччя. Біографічних відомостей збереглось мало. Рік народження і смерті невідомий. Ймовірно, був правнуком Бертольда Штехера і внуком Матеуса Штехера — львівських війтів княжого періоду (XIII ст.). Мав статус міського будівничого.

## Життєпис
До 1382 року проживав у будинку навпроти костелу (майбутнього Латинського катедрального собору). Також відомо, що того року продав його Генрикові з Теребовлі. 1388 року придбав пекарню. Обраний лавником у 1382–1384 і 1388 роках, міським райцею в 1396—1409 рр. був також бургомістром Львова. Протягом 1404–1407 року збудував міський водогін, провівши глиняними трубами воду з Погулянки. 1405 року здійснив поїздку до Кракова, ймовірно, у справах будівництва водогону (краківський водогін на той момент ще будувався). Керував будівництвом Латинського катедрального собору.

Родина Штехерів були власником фільварку на сучасному Замарстинові. В 1386—1423 роках Петро Штехер, а після смерті останнього його вдова, продали цю землю родині Зоммерштайнів, від їхнього прізвища і пішла сучасна назва.
Фелікс Гонткевич відмічав подібність плану львівської катедри і дрогобицького костелу святого Варфоломія. Через це припускав участь Штехера у будівництві останнього. Діонісій Зубрицький вказував, що у 1404 році за його сприяння засклепили і завершили будівництво презбітерію фарного костелу Львова. Леонтій Войтович стверджує, що він опікувався будівництвом майбутньої катедри у Львові, яку в 1380-х роках розпочали зводити з ініціативи львівських міщан-католиків.